# Трогон-суруку
Трогон-суруку (лат. Trogon surrucura) — вид птиц из семейства трогоновых. Встречается в Аргентине, Бразилии, Парагвае и Уругвае.

## Классификация
Международный орнитологический комитет (МОК) и таксономия Клементса признают два подвида трогона-суруку: номинативный Trogon surrucura surrucura и Trogon surrucura aurantius. В справочнике BirdLife International (HBW) эти две формы рассматриваются как отдельные виды, «южный» и «северный» трогоны-суруку соответственно.

## Описание

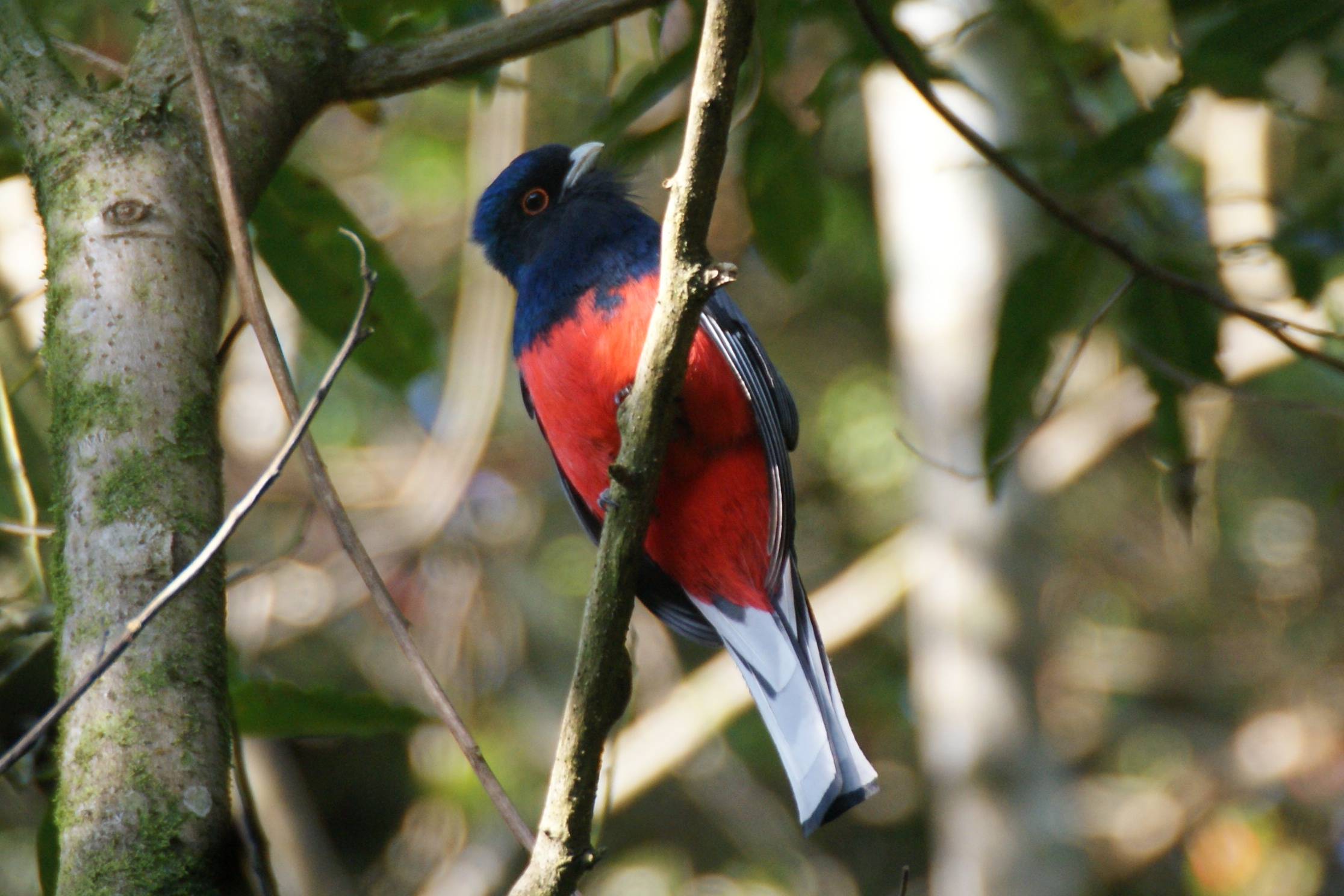
Трогон-суруку

Номинативный подвид T. s. surrucura — от 26 до 28 см длину и весит от 56,3 до 78 г. У самца черноватое лицо и горло с оранжевым кольцом вокруг глаза. Макушка, шея и грудь окрашены в синий цвет, а спина — в медно-зеленый цвет, переходящий в бирюзово-зеленый в верхней части хвоста. Живот розовато-красный, бока серые. Нижняя сторона хвоста белая с черной полосой на конце. Самка в основном серая с красным брюшком, начинающимся ниже. Нижняя сторона хвоста имеет черно-белый узор. Т. s. aurantius около 28 см в длину. Самец отличается от самца номинативного подвида наличием желтого кольца на глазу и оранжевого живота. Живот самки от желтовато-белого до оранжево-желтого

### Питание
В рацион трогона-суруку входит большое количество насекомых, как взрослых особей, так и личинок, а также фрукты и иногда цветы.

## Распространение и среда обитания
Номинативный подвид трогона-суруку встречается от восточного Парагвая и северо-востока Аргентины до Уругвая и от Бразилии до юго-востока Токантинса. Т. s. aurantius имеет более ограниченный ареал в восточной части центральной и восточной Бразилии от юга Баии до штата Сан-Паулу. Они населяют средние уровни первичных и хорошо развитых вторичных лесов и полуолистных лесов. Т. s. Surrucura встречается до 1150 метров в Баии, 1550 метров в штате Минас-Жерайс, а ещё выше в штате Рио-де-Жанейро. Т. s. aurantius встречается примерно до 2000 метров.